# Sexy Cat no Enzetsu / Mukidashi de Mukiatte / Sō ja nai
Singles par Morning Musume
Utakata Saturday Night! / The Vision / Tokyo to Iu Katasumi
(2016) Brand New Morning / Jealousy Jealousy
(2017)
Sexy Cat no Enzetsu / Mukidashi de Mukiatte / Sō ja nai (セクシーキャットの演説／ムキダシで向き合って／そうじゃない) est le titre officiel du 62e single de Morning Musume, en fait attribué à "Morning Musume。'16".

## Présentation
Le single, majoritairement écrit, composé et produit par Tsunku, sort le 23 novembre 2016 au Japon sur le label zetima, six mois après le précédent single du groupe, Utakata Saturday Night! / The Vision / Tokyo to Iu Katasumi. Il atteint la 1re place du classement hebdomadaire des ventes de l'Oricon.
C'est le deuxième disque (audio) que sort le groupe sous son appellation temporaire "Morning Musume '16" (モーニング娘。’16, prononcé « one six ») utilisée durant l'année 2016. C'est le premier à sortir après le départ de Kanon Suzuki en mai précédent. C'est son septième single "triple face A" officiel (et le sixième d'affilée), contenant trois chansons principales et leurs versions instrumentales (Sexy Cat no Enzetsu, Mukidashi de Mukiatte et Sō ja nai). 
Le single sort en trois éditions régulières différentes notées "A", "B", et "C", avec des pochettes différentes et incluant une carte de collection (sur douze possible pour chaque édition de ce single : une de chacune des onze membres et une du groupe, en costumes de scène différents pour la "A", la "B" ou pour la "C"). Il sort également dans trois éditions limitées, notées "A", "B", et "C", avec des pochettes différentes et contenant chacune un DVD différent en supplément ainsi qu'un ticket de loterie pour participer à une rencontre avec le groupe. L'ordre des titres est le même sur toutes les éditions.

## Formation
Membres du groupe créditées sur le single :
- 9e génération : Mizuki Fukumura, Erina Ikuta
- 10e génération : Haruna Iikubo, Ayumi Ishida, Masaki Satō, Haruka Kudō
- 11e génération : Sakura Oda
- 12e génération : Haruna Ogata, Miki Nonaka, Maria Makino, Akane Haga

## Listes des titres
Les titres n°1 et 3 (et 4 et 6) sont écrits et composés par Tsunku, et le n°2 (et 5) par Shō Hoshibe avec Jean Luc Ponpon pour la musique.
| 1. | Sexy Cat no Enzetsu (セクシーキャットの演説)                    | 04:55 |
| 2. | Mukidashi de Mukiatte (ムキダシで向き合って)                    | 03:49 |
| 3. | Sō ja nai (そうじゃない)                                        | 04:40 |
| 4. | Sexy Cat no Enzetsu (instrumental) (セクシーキャットの演説 ...) | 04:54 |
| 5. | Mukidashi de Mukiatte (instrumental) (ムキダシで向き合って ...) | 03:49 |
| 6. | Sō ja nai (instrumental) (そうじゃない ...)                     | 04:42 |

| 1. | Sexy Cat no Enzetsu (Music Video) (セクシーキャットの演説 ...) |  |

| 1. | Mukidashi de Mukiatte (Music Video) (ムキダシで向き合って ...) |  |

| 1. | Sō ja nai (Music Video) (そうじゃない ...) |  |